# Enkelbeckasin
Ej att förväxla med dvärgbeckasin, som heter ”enkeltbekkasin” på danska.
Enkelbeckasin (Gallinago gallinago) är en vadarfågel inom familjen snäppor som häckar över stora delar av norra Palearktis och absoluta merparten är flyttfåglar. Den är varmt brunspräcklig med vit undersida och har en lång rak näbb som den använder för att finna föda i lerbottnar. Under början av häckningsperioden genomför den en spelflykt som bland annat innebär störtdykningar som får de utbredda stjärtfjädrarna att vibrera vilket åstadkommer ett brummande mekaniskt läte. Enkelbeckasinen minskar i antal globalt sett, men beståndet anses ändå vara livskraftigt.

## Utseende
Enkelbeckasinen är en medelstor vadare med lång, rak och smal näbb. Den har korta ben och satt kropp. Enkelbeckasinen är 23–28 centimeter lång, vilket inkluderar näbben, och har ett vingspann på 39–45 centimeter. Stående har den en hukande kroppsställning. Fjäderdräkten är fint vattrad i beige, brunt, vit och svart. Ansiktet är randat i svart och beige med ett ljust centralband högst upp på hjässan. Till skillnad från dubbelbeckasinen har den vit buk och när den flyger upp syns en bred vit bakkant på armpennorna. 

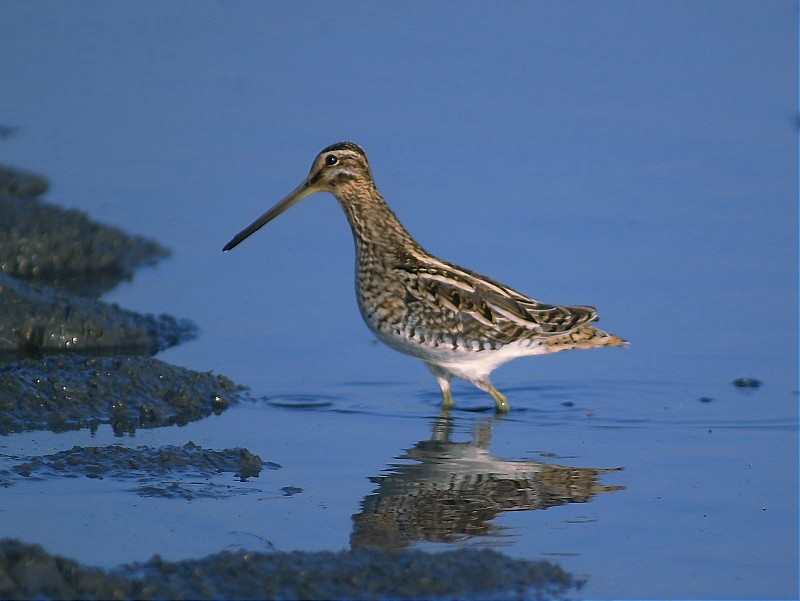
Enkelbeckasin av nominatformen i Taiwan.
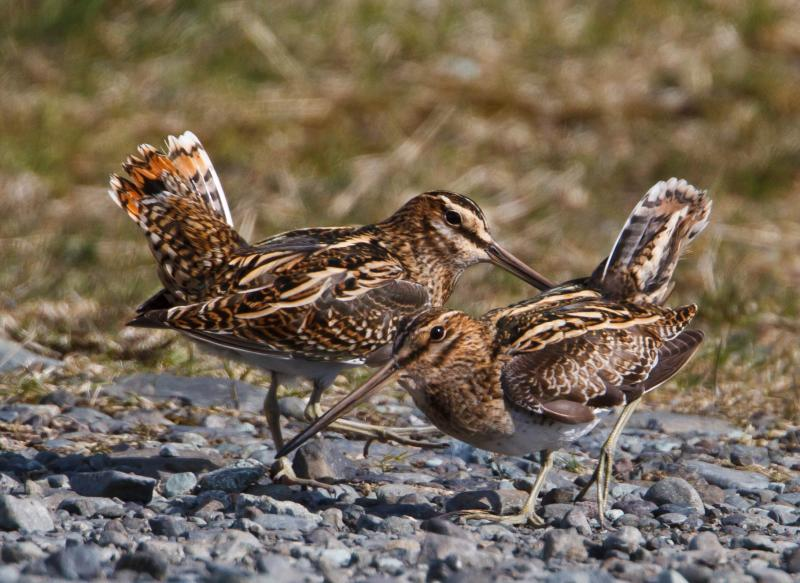
Enkelbeckasiner av underarten faeroeensis på Island.

## Läte
Vid uppflog hörs ett explosivt "kätsch!", som liknas vid ljudet när man drar loss en stövel som fastnat i dy eller som en kvävd nysning. Sången levereras från sittplats, och består av en lång och mekanisk ramsa, "tick-a tick-a tick-a...". Det egentliga revirlätet utförs i spelflykt, oftast i skymning och nattetid, ett brummande ljud som alstras av att dess yttre stjärtpennor börjar vibrera i vinddraget när fågeln störtdyker.

## Utbredning och systematik
Enkelbeckasinen häckar i norra Palearktis, från Mellaneuropa och norrut, på Island, Storbritannien, Färöarna, Azorerna och i stora delar av Ryssland, ända till Stilla havet, och i norra Indien. Merparten av den globala populationen är flyttfåglar. Västpalearktiska häckfåglar övervintrar i områden runt Medelhavet, även i norra Afrika, och vid Atlantkusten medan asiatiska häckfåglar övervintrar i bland annat Indien, Kina, Sydostasien och Filippinerna. Fåglarna som häckar i Storbritannien, Danmark, Nederländerna och delar av Frankrike är stannfåglar. Häckningspopulationen på Azorerna är utdöd.

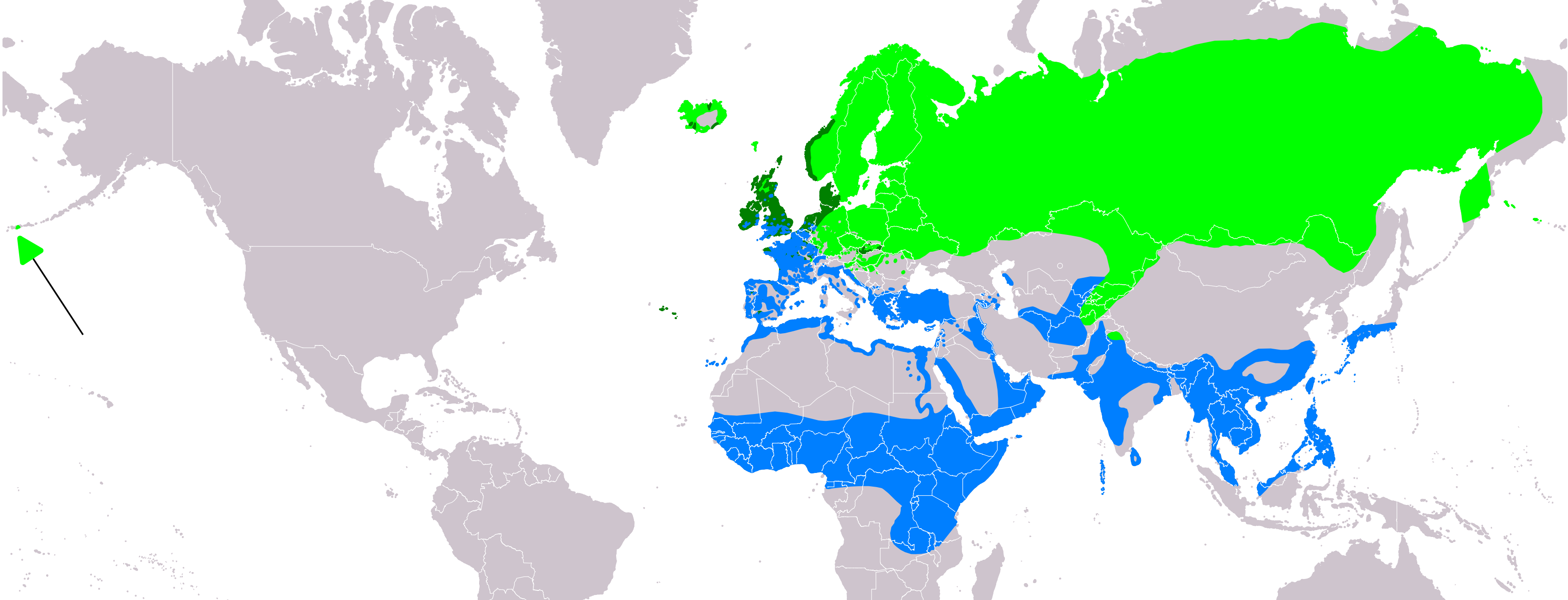
Enkelbeckasinens utbredningsområde, där ljusgrönt betecknar häckningsområde och blått övervintringsområde. Mörkgrönt representerar områden med stannfågelpopulationer.

Enkelbeckasinen delas idag upp i två underarter med följande utbredning:
- Gallinago gallinago faeroeensis (C. L. Brehm, 1831) – häckar på Island, Färöarna, Orkneyöarna och Shetlandsöarna; övervintrar på Brittiska öarna.
- vanlig enkelbeckasin[6] Gallinago gallinago gallinago – nominatformen förekommer över merparten av artens utbredningsområde; övervintrar så långt söderut som i Afrika, Indien och Indonesien.

Den nordamerikanska arten amerikansk beckasin (G. delicata) behandlades tidigare som underart till enkelbeckasinen men har idag artstatus. Den samhäckar på Aleuterna och i övrigt häckar den från Alaska till södra USA. Amerikansk beckasin skiljer sig ifrån enkelbeckasinen på läte och har åtta, istället för sju, stjärtfjäderspar som också är något annorlunda vad gäller form och färg.

## Ekologi
Enkelbeckasinen häckar vid kärr och myrar i skogsmarker, samt på tuvmader vid sjöar och åar. Den håller sig ofta dold och när den tvingas upp flyger den upp högt och flyger i sicksack samtidigt som den lockar. Den brukar flyga undan långt. Den födosöker i strandkanten eller på grunt vatten i mjuk dy, där den med sin långa näbb gräver efter, eller plockar byten. Den äter främst insekter och maskar, men även en del växtmaterial.

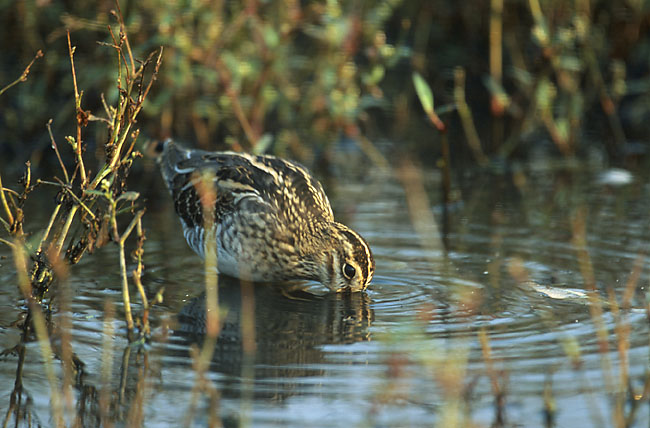
En födosökande enkelbeckasin.

Under häckningstiden markerar den revir genom spelflykt då den störtdyker med utbredda stjärtfjädrar som då vibrerar kraftigt vilket åstadkommer ett mekaniskt surrande eller brummande läte som ibland har beskrivits som bräkande. Boet är en grund uppskrapad grop i marken. Den lägger i genomsnitt fyra ägg men kullar på två till fem ägg förekommer. Honan ruvar äggen i 17–20 dagar och efter att de kläcks tar båda föräldrarna hand om ungarna.

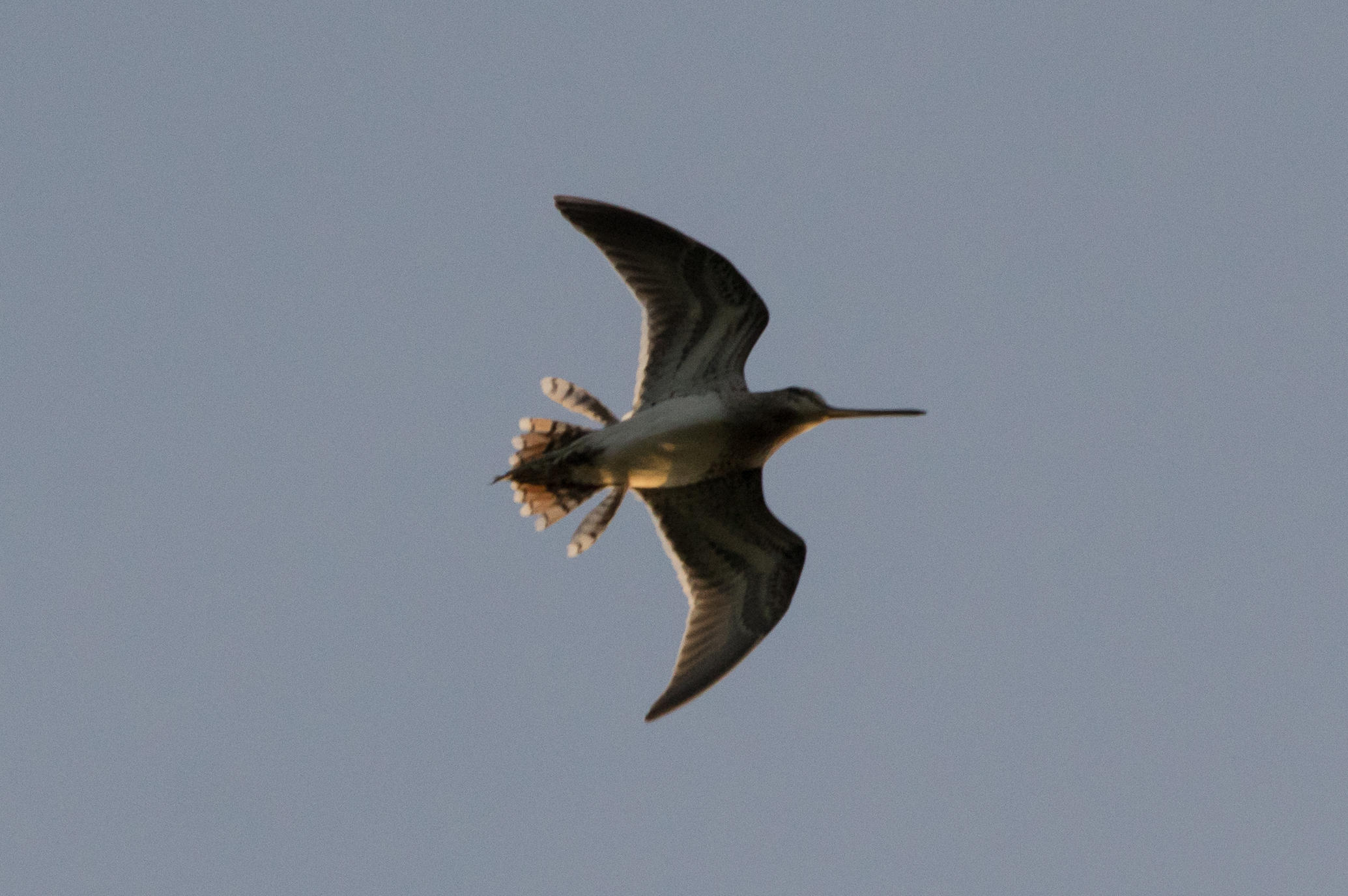
Enkelbeckasin under spelflykt med utspärrade yttre stjärtpennor som alstrar det brummande ljudet.

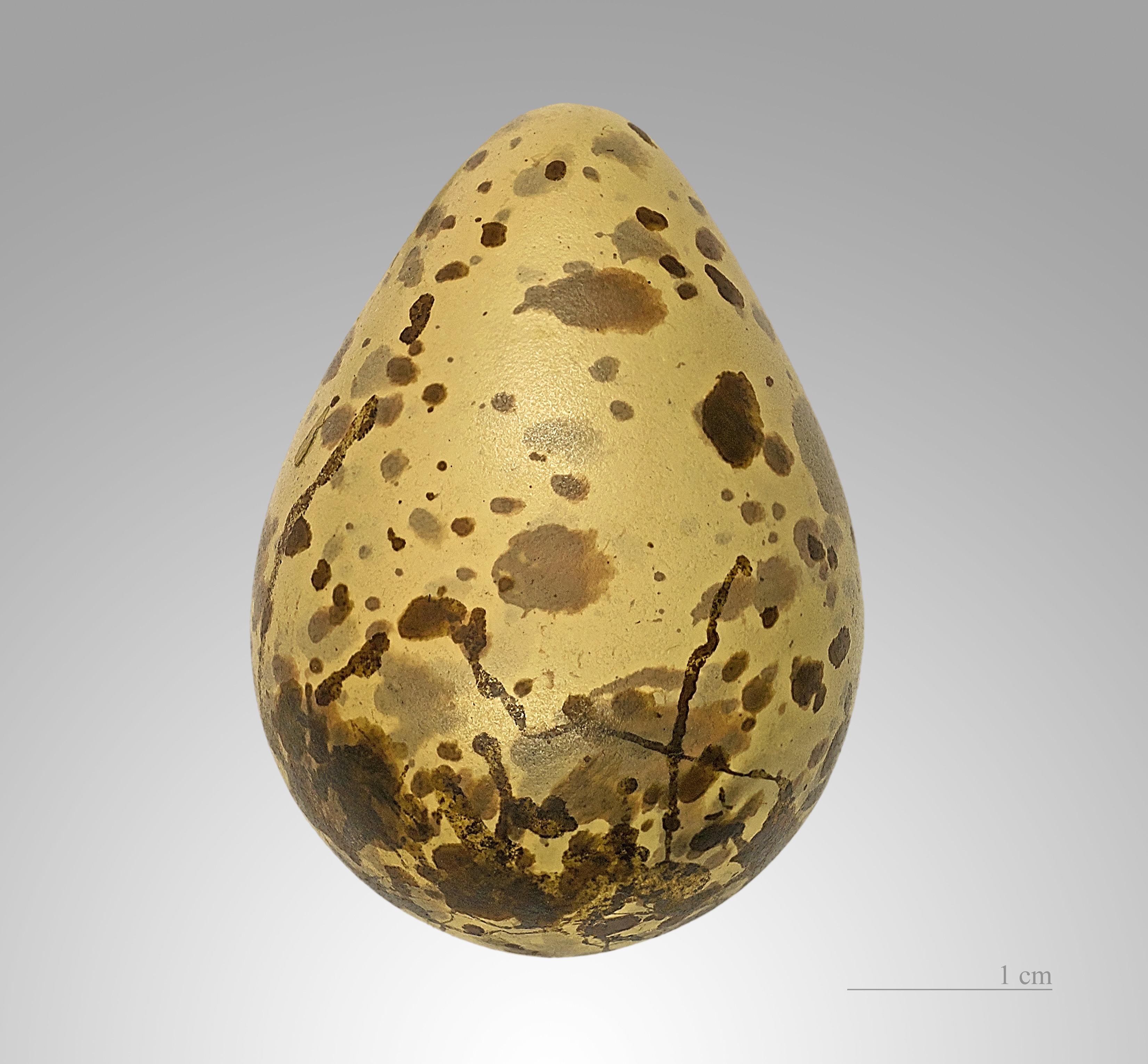
Ägg av enkelbeckasin. Specimen från Muséum de Toulouses samlingar.

## Enkelbeckasinen och människan

### Status och hot
Enkelbeckasinens häckningsutbredning är mycket stor och den globala populationen är stor, den uppskattas bestå av över fyra miljoner individer. Trots att utvecklingstrenden är negativ bedömer inte IUCN att arten är hotad utan kategoriseras den som livskraftig (LC). Världspopulationen uppskattas till mellan 15 och 29 miljoner vuxna individer.

Även i Sverige anses beståndet livskraftigt men tros öka i antal. Det svenska beståndet uppskattades 2018 till 160 000 par.

### Namn
Beckasin är ett lånord från franskan, en diminutivform av becasse som betyder "morkulla". Enkelbeckasinen har tidigare kallats bland annat horsgök, märrgök, himmelsget och vårget vilket syftar på ljudet som uppkommer vid spelflykten. På Gotland har den kallats russgauk. Mellan svenska och danska råder viss begreppsförvirring – på danska kallas enkelbeckasinen för dobbeltbekkasin, medan den fågel som på svenska kallas dubbelbeckasin istället kallas tredækker på danska.